# Blu Cantrell
Blu Cantrell (născută Tiffany Cobb, n. 16 martie 1976, Providence, Rhode Island, SUA) este o cântăreață americană de muzică R&B. Aceasta a devenit cunoscută în urma succesului obținut de cântecul „Hit 'em Up Style (Oops!)”, care a atins poziția cu numărul 2 în clasamentul Billboard Hot 100. Albumul de pe care face parte această piesă, intitulat So Blu, a debutat pe locul 8 în Billboard 200, primind discul de aur în SUA.
Cel de-al doilea material discografic de studio, Bittersweet, a fost lansat în anul 2003. De pe acesta a fost promovat discul single „Breathe”, care a atins poziția cu numărul 70 în Billboard Hot 100, însă a devenit un hit în Europa, ocupând locul 1 în clasamentele din Irlanda, Regatul Unit și România. Un al doilea single, „Make Me Wanna Scream”, a fost lansat în Europa, însă nu a avut succesul predecesorului său, ocupând poziții de top 10 doar în România. Bittersweet a intrat în clasamentele din Europa și America de Nord, având un parcurs modest.
În prezent, artista înregistrază melodii pentru cel de-al treilea album de studio, I Am Blu, a cărui lansare se dorește a fi programată pentru anul 2013.

## Copilăria
Cobb s-a născut pe data de 16 martie 1976 în Providence, Rhode Island, Statele Unite ale Americii. Tatăl ei a fost un baschetbalist care a jucat în NBA, descendent al tribului Narragansett și al unei persoane din Capul Verde. Mama artistei, Susi Franco, care avea origini italiene și germane, a fost cântăreață de muzică jazz. Ea i-a indus fiicei sale pasiunea pentru muzică.
Părinții s-au despărțit când ea era mică. Interpreta declară despre că mama ei nu își permitea să angajeze o bonă pentru Blu și pentru frații săi, Adam, Tino, Nick, Kelli și Summer, aceștia fiind nevoiți să o acompanieze la concertele susținute, copii așteptându-și părintele în culise. Tiffany reușea să părăsească spațiul unde își petrecea timpul, furișându-se spre a o vedea pe mama sa în timpul interpretărilor. În adolescență, aceasta a început să scrie cântece, afirmând despre textele sale faptul că acestea „provin din suferință și din relațiile eșuate”. În 1995 a traversat o perioadă financiară delicată, din cauza căreia a pozat nud în revista Black Tail, pentru care a mai pozat și în 2002.

## Cariera muzicală

### 2000 — 2002: Începutul carierei și cunoașterea notorietății
După câteva melodii demonstrative înregistrate și după o perioadă în care a activat sub titulatura de vocalist de acompaniament pentru artiști precum Puff Daddy, Truth Hurts sau Faith Evans, Cantrell a fost descoperită de către managementul Red Zone Entertainment, Tab și Laney Stewart la începutul anului 2000. Aceștia au prezentat-o lui Antonio „L.A.” Reid, care i-a propus să semneze un contrat de promovare cu casa lui de discuri, Arista Records, în urma unei audiții încheiate cu succes. După această reușită, Cobb a intrat direct în studioul de înregistrări, alături de Dallas Austin, Jimmy Jam și Terry Lewis, pentru a începe procesul de compunere a primului său material discografic de studio.
În anul 2001, Arista Records a lansat albumul de debut al artistei, intitulat So Blu. Acesta reflectă starea de tristețe în care s-a aflat Blu după e relație eșuată care a lăsat-o într-o stare de depresie. Discul a fost bine primit de către criticii muzicali de specialitate, primind recenzii pozitive. Allmusic oferă albumului 4,5 puncte dintr-un total de 5, felicitând-o pe interpretă pentru abilitățile sale vocale. Materialul a debutat pe locul 8 în Billboard 200, primind discul de aur în Statele Unite ale Americii, pentru vânzări de peste 500,000 de exemplare.
Primul extras pe single, „Hit 'em Up Style (Oops!)”, a devenit cel mai mare succes al cântăreței în S.U.A.. Acesta a debutat pe locul 73 și a atins poziția cu numărul 2 în Billboard Hot 100, devenind primul, și până astăzi singurul, single de top 10 al artistei în acest clasament. De asemenea, în clasamentul Billboard Hot R&B/Hip-Hop Songs, cântecul a atins poziția cu numărul 6, devenind și aici singura intrare în top 10. Piesa a experimentat un succes similar și în Oceania, unde s-a clasat în top 3 în cele două țări cu o industrie muzicală dezvoltată ale regiunii, Australia și Noua Zeelandă. În Europa acesta a cunoscut un succes mediocru, atingând poziții de top 20 doar în Norvegia și Regatul Unit. „Hit 'em Up Style” este inspirat din viața unei prietene a lui Cantrell, care îi cheltuie toți banii soțului după ce află că a fost înșelată.
De pe album au mai fost lansat două discuri single, „I'll Find a Way” și „Till I'm Gone”. Acestea nu au reușit să-și egaleze predecesorul, nereușind să activeze în Billboard Hot 100 sau în Billboard Hot R&B/Hip-Hop Songs. Totuși acestea au activat în Billboard Bubbling Under Hot R&B/Hip-Hop Songs, clasamentul ce contorizează treptele topului cu numere cuprinse între 101 și 125. Astfel, cele două au atins locul 104, respectiv 115. Pentru „Hit 'em Up Style (Oops!)”, artista a primit o nominalizare la premiile Grammy din anul 2002, la categoria „Cea mai bună interpretare vocală feminină de muzică R&B”. De asemenea, pentru același cântec Cobb a primit o nominalizare la premiile American Music Awards, la categoria „Cel mai bun artist nou de muzică R&B/soul”. A apărut în filmul Drumline, interpretând imnul național al SUA.

### 2003 — 2004: Succesul în Europa
Pe 24 iunie 2003, Cantrell și-a lansat cel de-al doilea material discografic de studio, intitulat Bittesweet. Pentru acesta a scris versurile cântecelor „Make Me Wanna Scream”, „Let Her Go,” și „Holding on to Love”. Au mai colaborat Lil' Kim, Missy Elliot, Lady May, Fat Joe și Sean Paul. Artista a ținut să declare că „Noul meu album reprezintă un nou capitol în viața mea; mă îndepărtez de nefericire și mă apropii de dragostea adevărată.” Albumul nu a reușit să-și egaleze predecesorul, debutând doar pe locul 37 în Billboard 200, o prezență scăzută, So Blu ocupând poziția cu numărul 8 în același clasament. Cu toate acestea, discul s-a comercializat în peste 278,000 de exemplare doar în Statele Unite ale Americii. Materialul a fost distribuit și în Europa, unde a activat similar. De asemenea, albumul a beneficiat de recenzii favorabile, din partea criticilor muzicali de specialitate, Allmusic, oferindu-i materialului Bittersweet patru puncte dintr-un total de cinci. În urma recenziilor pozitive, albumul a primit o nominalizare la premiile Grammy, la categoria „Cel mai bun album de muzică R&B”.
„Breathe”, o colaborare cu interpretul Sean Paul, a fost lansat în cea de-a doua jumătate a anului 2003. În S.U.A., acesta nu a atras atenția posturilor de radio, ocupând poziții mediocre în clasamente. În Billboard Hot 100, „Breathe” a atins poziția cu numărul 70, petrecând în top un total de nouăsprezece săptămâni. În Billboard Hot Dance Club Play cântecul a urcat până pe treapta cu numărul 17. În Europa, cântecul s-a bucurat de un succes superior, devenind cel mai bine clasat single al artistei pe acest continent. „Breathe” a atins prima poziție în clasamentele din Irlanda, Regatul Unit și România. De asemenea, piesa a câștigat poziții de top 10 în țări ca Australia, Danemarca, Elveția, Germania, Norvegia sau Olanda. La nivel mondial, „Breathe” a atins poziția cu numărul 8.
Cel de-al doilea single al albumului, „Make Me Wanna Scream”, nu a reușit să-și egaleze predecesorul, obținând poziții mediocre în clasamentele europene. Cu toate acestea, în România acesta a câștigat locul 6 în clasamentul Romanian Top 100.

### 2004 — 2008: Perioada de tranziție
În 2004, un material ce se dorea a fi cel de-al treilea album de studio al artistei, From L.A. to L.O., a fost lansat. Pe acesta au fost incluse și unele melodii ce nu au fost incluse pe albumul precedent, Bittersweet. Una dintre acestea, „Girl Please”, a intrat în clasamentele din România, în urma unui număr ridicat de difuzări radio. După doar câteva săptămâni de la intrarea în Romanian Top 100, cântecul a câștigat treapta cu numărul 7.
În vara anului 2005, un videoclip pentru o piesă nelansată până atunci, „The Cha Cha”, a fost filmat și promovat, chiar dacă aceasta nu a fost niciodată lansată. Tot în anul 2005 a fost lansată o compilație numită Hit 'em Up Style: Chart and Club Hits of Blu Cantrell. Acesta nu a beneficiat de promovare, conținând cele două mari succese ale interpretei, „Breathe” și „Hit 'em Up Style (Oops!)” și alte cântece incluse pe discurile So Blu și Bittersweet. Tot în 2005 a vrut să pozeze pentru Playboy, dar a revenit asupra deciziei în ultima clipă deoarece „Am simțit că asta mă va face mai mult un sex simbol și nu am vrut să distrag atenția de la faptul că pot cânta. Mi-au oferit mulți bani dar nu a fost nevoie să fac asta. Am un talent extraordinar!” În 2007, Cantrell a făcut parte din distribuția musicalului Gossip, Lies and Secrets (română Bârfe, minciuni și secrete), alături de LisaRaye și Kenya Moore. A fost un turneu care a durat de pe 27 septembrie până pe 25 noiembrie 2007.

### 2008 — prezent: Al treilea material discografic

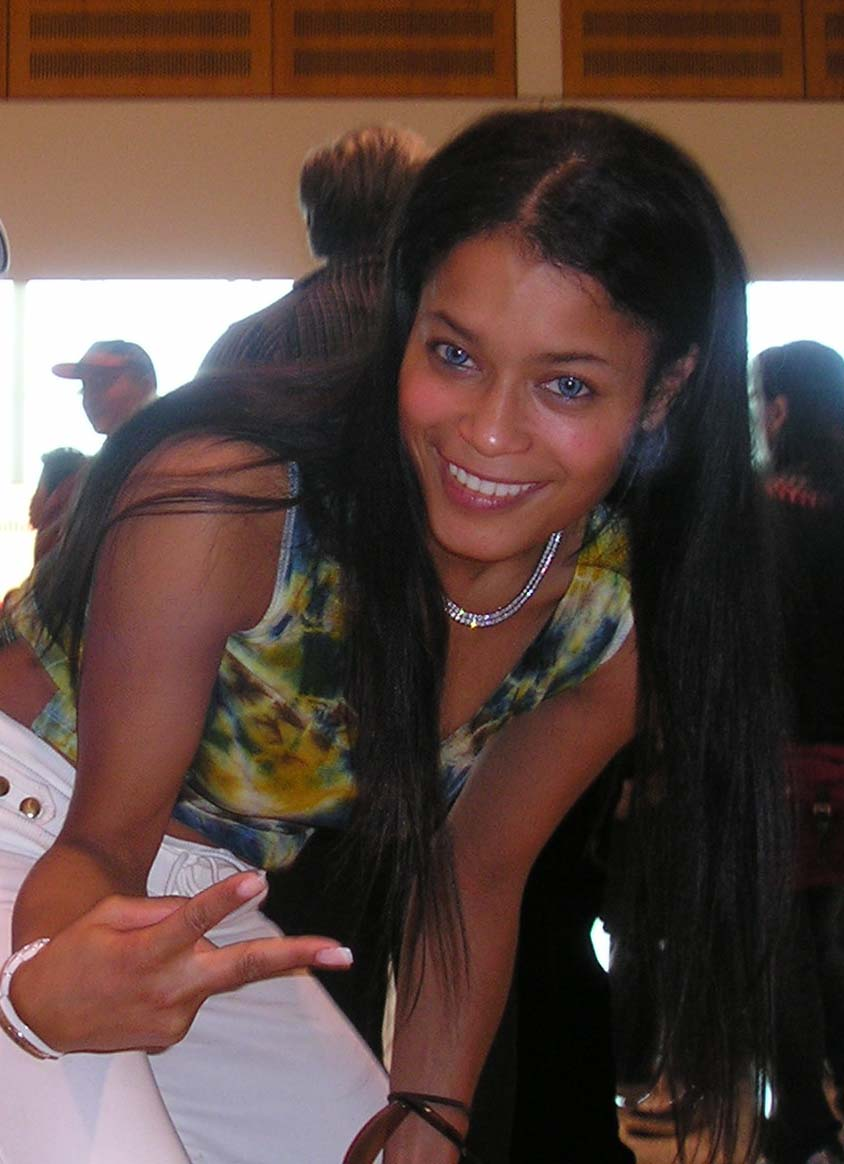
Blu Cantrell în 2008

În 2008, Cantrell a apărut în emisiunea celor de la NBC, Celebrity Circus. Cantrell a fost eliminată în a doua săptămână, pe 18 iunie 2008. Textierul Colin a anunțat la sfârșitul lunii iulie 2011, că lucra alături de Cantrell la un nou album, mai exact la melodiile „My World” și „Secret in My Pocket, care vor apărea în următorul album. La începutul anului 2012, producătorul DeShawn Hendrickson a confirmat pe Youtube că lucrează la albumul revenirii lui Blue Blu Cantrell a lansat pe Twitter pe 11 octombrie 2012 o piesă intitulată „Get The F**** Out”.

## Discografie

### Albume
| Albume de studio | |    |   |    |    |    |    |
| 2001             | So Blu - Primul album de studio - Lansat doar în Statele Unite ale Americii - Lansat: 31 iulie 2001 - Vânzări: +601.000 (S.U.A.) | 8  | 5 | —  | —  | —  | —  |
| 2003             | Bittersweet - Cel de-al doilea album de studio - Lansat: 24 iunie 2003 - Vânzări: +278.000 (Statele Unite ale Americii)          | 37 | 8 | 20 | 73 | 82 | 91 |
| Alte albume      | |    |   |    |    |    |    |
| 2004             | From L.A. to L.O. - Album de studio nelansat - Promovat în anul 2004                                                             | —  | — | —  | —  | —  | —  |
| 2005             | Hit 'em Up Style: Chart and Club Hits of Blu Cantrell - Album de compilații - Promovat în anul 2005                              | —  | — | —  | —  | —  | —  |

### Discuri single
| An                                 | Single                     | Poziția maximă | Poziția maximă | Poziția maximă | Poziția maximă | Poziția maximă | Poziția maximă | Poziția maximă | Poziția maximă | Poziția maximă | Poziția maximă | Poziția maximă | Poziția maximă | Poziția maximă | Poziția maximă | Album              |
| An                                 | Single                     | S.U.A.         | S.U.A. R&B     | UK             | IRL            | NOR            | DAN            | OLA            | GER            | ELV            | ROM            | AUS            | NZL            | EU             | UWC            | Album              |
| ---------------------------------- | -------------------------- | -------------- | -------------- | -------------- | -------------- | -------------- | -------------- | -------------- | -------------- | -------------- | -------------- | -------------- | -------------- | -------------- | -------------- | ------------------ |
| 2001                               | „Hit 'em Up Style (Oops!)” | 2              | 6              | 12             | —              | 12             | 16             | 10             | 60             | 77             | —              | 3              | 3              | —              | 15             | So Blu             |
| 2001                               | „I'll Find a Way”          | —              | 104            | —              | —              | —              | —              | —              | —              | —              | —              | —              | —              | —              | —              | So Blu             |
| 2002                               | „Till I'm Gone”            | —              | 115            | —              | —              | —              | —              | —              | —              | —              | —              | —              | —              | —              | —              | So Blu             |
| 2002                               | „Round Up”                 | —              | 93             | —              | —              | —              | —              | —              | —              | —              | —              | —              | —              | —              | —              | Bittersweet        |
| 2003                               | „Breathe”                  | 70             | 83             | 1              | 1              | 6              | 4              | 7              | 7              | 5              | 1              | 3              | —              | 1              | 8              | Bittersweet        |
| 2004                               | „Make Me Wanna Scream”     | —              | —              | 24             | 33             | —              | —              | —              | 53             | 60             | 6              | —              | —              | 78             | —              | Bittersweet        |
| 2005                               | „The Cha Cha”              | —              | —              | —              | —              | —              | —              | —              | —              | —              | —              | —              | —              | —              | —              | cântec promoțional |
| Alte cântece intrate în clasamente |                            |                |                |                |                |                |                |                |                |                |                |                |                |                |                |                    |
| 2005                               | „Girl Please”              | —              | —              | —              | —              | —              | —              | —              | —              | —              | 7              | —              | —              | —              | —              | From L.A. to L.O.  |